# UB-30号潜艇
陛下之UB-30号艇是德意志帝国海军于第一次世界大战期间建造的其中一艘UB-II型近岸潜艇或称U艇。它由汉堡的布洛姆与福斯船厂承建，于1915年11月16日下水，至1916年3月16日交付使用。其艇载武器包括两具500毫米的艇艏鱼雷发射管以及一门88毫米口径甲板炮。UB-30号曾先后被部署至波罗的海和佛兰德，并参与了大西洋潜艇战。在总共19次巡逻期间，该艇累计击沉了18艘协约国或中立国商船，容积总吨为19650吨。1918年8月13日，UB-30号在惠特比对开海域遭多艘英国海军拖网船投掷的深水炸弹击沉，艇内26名官兵全数阵亡。

## 设计
第一次世界大战爆发后，随着U艇战形势的发展，UB-I型潜艇排水量过小、适航性不佳、推进系统可靠性低等问题愈发凸显。其水面航速甚至追不上商船，以5節（9.3每小時）航速潜航1小时后，蓄电池电能便会耗尽。它们甚至无力应对多佛尔海峡8至10節（15至19每小時）的海流。为此，潜艇监察局于1915年4月研发了UB-I型潜艇的放大版——UB-II型，并由德国国家海军办公室委托两家造船厂建造。其中UB-30号是由汉堡布洛姆与福斯船厂承建的第二批次首艇，于1915年11月16日下水。
与前一批次的UB-II型艇相比，UB-30号的水面及水下排水量分别增至274吨和303吨，全长增至36.90米，艇体采用单壳体加鞍形水柜构造。由于突破了铁路限界，舷宽也得以增至4.37米。该艇采用双桨驱动，其主机为两台奔驰六缸四冲程270匹公制馬力（200千瓦特）柴油机用于水面运行，以及两台280匹公制馬力（210千瓦特）的西门子-舒克特电动发电机用于水下航行；水面最高航速9.06節（16.78每小時），水下5.71節（10.57每小時）；能够在水面以5节航速续航7,030海里（13,020），或以4節（7.4每小時）连续在水下航行45海里（83）而无需充电。蓄电池被放置在中央潜柜的前方，以配平更重的发动机安装。其最大潜水深度为50米，潜没需时为30－45秒。
UB-30号的主武器为两具500毫米艇艏鱼雷发射管，采用层叠式布局，以实现可以创造最佳表面效率的舷弧设计；鱼雷携带量增至4枚，鱼雷威力亦显著提高。辅助武器是一门88毫米30倍径速射炮。司令塔增加了一具潜望镜，并配备了1根两段式可伸缩通信桅杆，前水平舵外形也做了调整。其标准船员编制为2名军官加21名水兵。

## 服役历史
1916年3月18日，UB-30号在首度担任艇长的海军上尉库尔特·沙普勒的指挥下正式入役，随即展开海试。完成海试后，该艇从基尔启程前往波罗的海，于5月8日正式加入第五半区舰队，主要负责在利鲍周边和但泽湾巡逻。10月2日，海军中尉弗赖赫尔·卡修斯·冯·蒙蒂尼接任UB-30号艇长。在他的率领下，该艇于1917年2月17穿越威廉皇帝运河驶向泽布吕赫，计划转配至佛兰德区舰队。然而，UB-30号却在行经荷兰的斯豪文沙洲时不慎搁浅。由于荷兰在战争期间保持中立，且UB-30号未能按照《国际法》要求在24小时内离开该国领海，故这艘潜艇及其船员在两艘荷兰鱼雷艇的护送下于2月23日被当局扣押至弗利辛恩。在德国驻弗利辛恩公使的斡旋下，UB-30号于1917年8月8日获释，并于当日傍晚抵达泽布吕赫，在那里花了18天的时间进行维修和保养。在波罗的海和佛兰德服役期间，UB-30号参与了大西洋潜艇战，曾先后执行19次巡逻，累计击沉了18艘协约国或中立国商船，容积总吨为19650吨。
1918年8月6日，UB-30号从布鲁日出发，前往北海的胡夫登海域和英国东岸发动破交战，从此再没有返航。8月13日中午，时任UB-30号艇长的施蒂尔中尉在惠特比附近通过潜望镜观察一支正向南行驶的护航船队动向，然而其镜面的反射却不慎被附近巡逻的英国武装拖网船约翰·吉尔曼号值更官发现。约翰·吉尔曼号遂立即实施冲撞，但潜艇正在潜水，所以撞击在后者的外壳上发出响亮的刮擦声。拖网船投掷的两枚深水炸弹把燃油和部分碎片带到了海面，于是该船放下了一个临时浮标以等待事态的发展。另外两艘拖网船约翰·布鲁克纳号和维奥拉号也闻讯赶来，以水听器监听潜艇。两小时后，UB-30号突然浮出水面，后两者用深水炸弹和火炮再次将其击沉。十分钟后，UB-30号再次出现，由约翰·吉尔曼号和弗洛里奥号实施开火并投掷深水炸弹。拖网船上的船员可以清楚地看到燃油和空气从潜艇耐压壳体的孔洞中喷涌而出。潜艇沉没时，再有四枚深水炸弹紧随投出。UB-30号已无法再动弹，与艇内26名官兵一同葬身大海。
UB-30号的残骸位于54°32′N 0°36′E / 54.533°N 0.600°E的43米深处，距惠特比北码头东北偏北约3海里（5.6）。据1988年潜水员对沉船的一次科考研究中发现，该艇外观基本保持完好，除了一些由深水炸弹造成的损坏。其艇身为直立姿态，舱门敞开，但内部充满了淤泥。有网覆盖在艇体上。

## 袭击历史摘要
| 日期           | 船名         | 船籍       | 吨位 | 结局 |
| -------------- | ------------ | ---------- | ---- | ---- |
| 1916年10月21日 | 奥古斯特号   | 瑞典       | 346  | 击沉 |
| 1916年10月23日 | 艾莉号       | 瑞典       | 88   | 击沉 |
| 1916年10月24日 | 伊林号       | 俄罗斯帝国 | 127  | 击沉 |
| 1916年10月24日 | 英格索尔号   | 俄罗斯帝国 | 239  | 击沉 |
| 1916年10月24日 | 珍妮·林德号  | 俄罗斯帝国 | 53   | 击沉 |
| 1916年10月24日 | 乌尔波号     | 俄罗斯帝国 | 111  | 击沉 |
| 1917年8月31日  | 弗农号       | 英国       | 982  | 击沉 |
| 1917年9月3日   | 朗希尔德号   | 英国       | 1495 | 击沉 |
| 1917年9月26日  | S·N·A·3号    | 法國       | 1709 | 击沉 |
| 1917年11月12日 | 晨星号       | 英国       | 129  | 击沉 |
| 1918年1月3日   | 加特兰号     | 英国       | 2613 | 击沉 |
| 1918年1月5日   | 格莱纳姆角号 | 英国       | 3908 | 击沉 |
| 1918年1月12日  | 沃尔顿号     | 英国       | 1469 | 击沉 |
| 1918年2月2日   | 雅法号       | 英国       | 1383 | 击沉 |
| 1918年2月9日   | 亚美尼亚号   | 美国       | 5463 | 击伤 |
| 1918年3月5日   | 麦肯齐氏族号 | 英国       | 6544 | 击伤 |
| 1918年3月7日   | 布拉特二号   | 挪威       | 1834 | 击沉 |
| 1918年3月16日  | 莱特福特号   | 英国       | 1873 | 击沉 |
| 1918年6月18日  | 诺福克海岸号 | 英国       | 782  | 击沉 |
| 1918年8月10日  | 蕾妮夫人号   | 英国       | 509  | 击沉 |

## 脚注
1. 1 2 3 4 5  Rössler，第64頁.
2. 1 2 3 4 5 6  Gröner 1991，第23-25頁.
3. 1 2  Helgason, Guðmundur. . German and Austrian U-boats of World War I - Kaiserliche Marine - Uboat.net.   [2015-02-01].
4. 1 2  Helgason, Guðmundur. . German and Austrian U-boats of World War I - Kaiserliche Marine - Uboat.net.   [2015-02-01].
5. ↑  Helgason, Guðmundur. . German and Austrian U-boats of World War I - Kaiserliche Marine - Uboat.net.   [2015-02-01].
6. ↑  Helgason, Guðmundur. . German and Austrian U-boats of World War I - Kaiserliche Marine - Uboat.net.   [2015-02-01].
7. 1 2 3  陈进，第47頁.
8. 1 2 3  Helgason, Guðmundur. . German and Austrian U-boats of World War I - Kaiserliche Marine - Uboat.net.   [2022-03-25].
9. ↑  Rössler，第50頁.
10. ↑  NARS，第74頁.
11. ↑  NARS，第74-75頁.
12. 1 2  NARS，第75頁.
13. 1 2  Helgason, Guðmundur. . German and Austrian U-boats of World War I - Kaiserliche Marine - Uboat.net.   [2015-02-01].
14. ↑  . Heritagegateway.   [2022-03-25]. （原始内容存档于2022-04-22）.